# Komtess
Komtesse (auch Komtess geschrieben) war die übliche Anrede einer jungen unverheirateten Aristokratin. Die Anrede geht zurück auf Französisch comtesse, den Adelstitel einer Gräfin.

## Situation in Österreich-Ungarn
In der Doppelmonarchie Österreich-Ungarn wurden nur junge unverheiratete Töchter aus dem Hochadel (der sogenannten Ersten Gesellschaft im Gegensatz zur Zweiten) als Komtessen bezeichnet. Komtessen waren die Aristokratentöchter in der Zeit zwischen dem Abschluss ihrer Erziehung bis zu ihrer Heirat. Während dieser Zeit durften sie fast ungehindert ihre Jugend genießen und am gesellschaftlichen Leben, zum Beispiel in Form zahlreicher Tanzbälle, teilnehmen, immer mit dem Ziel vor Augen einen geeigneten Heiratskandidaten, eine „gute Partie“, zu finden. Dies war für gewöhnlich ein junger Hochadeliger, im besten Fall der Erbe eines Fürstentitels. Heiraten mit Angehörigen des Briefadels oder gar mit Bürgerlichen waren jedoch äußerst verpönt, ja regelrecht verboten. Ihr künftiger Mann musste ihr ebenbürtig, also ebenfalls hochadelig sein. Hierzu musste er mindestens den Titel eines Grafen tragen. Ein Fürst war natürlich noch besser. Für viele Mädchen war ihr erster Ball eine äußerst aufregende Angelegenheit, da er für sie auch quasi den symbolhaften Eintritt in die Gesellschaft bedeutete. Als offiziell erwachsen galten die Komtessen jedoch erst nach ihrem ersten Hofball. Hier wurden alljährlich alle neuen Komtessen im heiratsfähigen Alter der Kaiserin vorgestellt. Diese sprach kurz einige Worte mit ihnen und entließ sie danach mit einem kurzen Kopfnicken. Während ihrer Komtessenzeit waren die adeligen Frauen so frei und selbstbestimmt wie nie zuvor und nie wieder danach in ihrem Leben. Waren sie zuvor stets im Hause gehalten und erzogen worden, so konnten sie nun an Tanzbällen, den Faschingsfeiern, auf Soireen und am alljährlichen Wiener Derby teilnehmen und sich amüsieren. Verlor bei all dem Spaß eine Komtesse einmal ihr eigentliches Ziel aus den Augen – das Finden eines geeigneten Ehemannes –, so wurde sie von ihren Eltern schnell wieder auf Kurs gebracht, die mit Argusaugen über Erfolg und Misserfolg ihrer Tochter wachten.
Die Komtessenzeit dauerte im 19. Jahrhundert normalerweise nicht mehr als eine oder zwei Saisons. Das Heiratsalter lag normalerweise bei achtzehn Jahren. Bei der Wahl des künftigen Ehepartners zählten vor allem dessen Titel und künftiges Vermögen, Liebesheiraten waren unüblich. Dies änderte sich erst gegen Ende der Monarchie, in der letztere immer mehr überwogen. Auch das Heiratsalter der Komtessen stieg im frühen 20. Jahrhundert immer mehr. Waren zuvor nur ein bis zwei Saisons zur Bräutigamschau üblich gewesen, so ließen die Familien ihren Töchtern nun drei bis fünf Jahre Zeit, um sich an den Genüssen des Lebens zu erfreuen. Kurz vor Ausbruch des Ersten Weltkrieges lag das Heiratsalter der Komtessen gewöhnlich bei zwanzig bis zweiundzwanzig Jahren.
War der richtige Mann fürs Leben gefunden, begannen geheime Verhandlungen zwischen den Familien. Bis zur offiziellen Verkündung der Verlobung sollte möglichst nichts an die Öffentlichkeit dringen, was innerhalb der Ersten Gesellschaft natürlich fast unmöglich war, da jeder jeden kannte. Tanzte zum Beispiel auf einem Ball eine Komtesse den Kotillon zwei Mal mit demselben Mann, so galt sie inoffiziell schon als mit ihm verlobt und wurde zum Ziel von eifrigem gesellschaftlichem Klatsch. Waren die Heiratsverträge zwischen den Familien abgeschlossen, so wurde die Verlobung offiziell bekanntgegeben. Nach der Heirat endete für die junge Frau ihre ungebundene Zeit als Komtesse. Sie hatte sich nun schnellstmöglich in ihrer neuen Stellung als Ehefrau zurechtzufinden und ihrem neuen Gemahl und dessen Familie folgsam zu sein.
In Österreich verschwand die Komtesse aus der Gesellschaft am 3. April 1919 in Folge des Adelsaufhebungsgesetzes.

## Künstlerische Rezeption
Komtessen waren ein beliebtes Motiv in den Schönen Künsten. Sie waren in der Malerei wie auch in der Fotografie vertreten. Literarisch setzte man sich mit ihnen ebenfalls auseinander, so z. B. in der Komödie Komtesse Mizzi oder Der Familientag.
Ein bekannter Stummfilm trägt den Titel Komtesse Dolly.